# Dungeons & Dragons: Warriors of the Eternal Sun
Dungeons & Dragons: Warriors of the Eternal Sun (deutsch: Krieger der ewigen Sonne) ist ein von Westwood Associates (welche später unter dem Namen Westwood Studios bekannt wurden) entwickeltes Computer-Rollenspiel für das Sega Mega Drive aus dem Jahr 1992. Es basiert auf dem Rollenspiel-Regelwerk Dungeons & Dragons (D&D) und spielt in der Hohlwelt, einem Sonderbereich der Kampagnenwelt Mystara. Das Spiel handelt von der plötzlichen Versetzung einer gesamten Burg und ihrer Einwohner in die Hohlwelt. Vier Abenteurer machen sich auf, die neue Welt zu erkunden.

## Handlung
Zu Beginn des Spiels steht das Reich von Herzog Barrik kurz vor der endgültigen Niederlage gegen die Goblins. Die Stammburg bereitet sich nach langer Belagerung auf den entscheidenden Angriff der Horden vor. Doch bevor es zur Schlacht kommt, bebt die Erde und ein Riss im Himmel tut sich auf. Die Burg wird mitsamt ihren Bewohnern und dem benachbarten Dorf in eine völlig fremde Umgebung unter einer roten Sonne (der namensgebenden ewigen Sonne) versetzt. Es werden vier Helden ausgeschickt, um die neue Welt zu erkunden und neue Verbündete zu finden. Die Helden erkunden die nähere Region und anschließenden Gebiete, darunter ein Höhlensystem, einen Sumpf, einen Dschungel und einen Vulkan. Währenddessen beginnt eine unbekannte magische Kraft die Bewohner der Burg allmählich gegeneinander aufzuhetzen. Es ist die Aufgabe der Helden, den Drahtzieher aufzudecken.

## Spielprinzip
Warriors of the Eternal Sun ist ein Computer-Rollenspiel, in dem der Spieler eine vierköpfige Heldentruppe kontrolliert. Das Programm bietet eine vorkonfigurierte Gruppe, der Spieler kann seine Abenteurer aber auch nach eigenen Vorstellungen zusammenstellen. Es stehen verschiedene Heldentypen zur Auswahl: Kleriker, Kämpfer, Magieanwender, Dieb, Zwerg, Elf und Halbling. Zwerge sind dabei Kämpfer, Elfen kombinieren Kampf- und Zauberfähigkeiten und Halblinge fungieren ebenfalls als Diebe. Name und Geschlecht können vom Spieler festgelegt werden und das Aussehen in Teilen angepasst werden. Jeder Charakter wird über sechs Attribute definiert (Stärke, Geschicklichkeit, Konstitution, Intelligenz, Weisheit und Charisma), die vom Programm zufällig ausgewürfelt werden.
Die Erkundung der Außenwelt wird aus einer Überblicksperspektive präsentiert. In Echtzeit steuert der Spieler den Anführer der Heldengruppe durch die Umgebung, die restlichen Gruppenmitglieder folgen. Kommt es zum Kampf, schaltet das Spiel in einen rundenbasierten Kampfmodus, in dem der Spieler die Kontrolle über alle Gruppenmitglieder erhält. Für das erfolgreiche Bestehen der Kämpfe erhalten die Charaktere Erfahrungspunkte und ggf. Beutegegenstände. Sobald genügend Erfahrungspunkte gesammelt wurden, erhöht sich der Level einer Figur und sie wird stärker.
Die Erkundung von Innenlevels (Höhlen, Gebäude) unterscheidet sich von den Außengebieten. Perspektivisch schaltet das Programm hier in eine First-Person-Perspektive und Kämpfe laufen in Echtzeit. Das Verhalten gewisser Fähigkeiten ändert sich dadurch.

## Entwicklung
Warriors of the Eternal Sun war das erste und einzige offizielle D&D-Produkt für das Mega Drive. Der Soundtrack stammt von Paul Mudra, Frank Klepacki und Dwight Okahara und umfasst 29 Stücke.

## Rezeption
Das Spiel erhielt durchschnittliche Benotungen (GameRankings: 62,50 %).

„Warriors of the Eternal Sun bietet keinen Qualitäts-Quantensprung, aber für Fantasy-Fans liefert es soliden, gehaltvollen Stoff und viel zum Entdecken“

„Euch erwartet ein Rollenspiel in bester Dungeons&Dragons-Manier, voller Monster, Magie, spannender Abenteuer und kniffeliger, aber nicht zu schwerer Rätsel. Viel Rollenspielspaß für lange Abende.“

“While consoles gamers have a long-standing love affair with anime inspired Eastern RPGs, Western RPGs, particularly those that emulate Dungeons & Dragons, have a much less success. Warriors of the Eternal Sun is a classic example of why.”

„Während Konsolenspieler eine langanhaltende Liebesbeziehung mit anime-inspirierten östlichen RPGs haben, haben westliche RPGs, insbesondere diejenigen, die Dungeons & Dragons emulieren, deutlich weniger Erfolg.“

“Warriors of the Eternal Sun was an effort to replicate to J-RPG formula within the D&D universe. The result is a mixed bag. The game, viewed from the top down in the overworld like a FF game, looked pretty good and the combat system was fun. But the merciless save point system was borderline cruel. There were better RPGs on both the PC and the consoles at this point –- so why bother with crib sheet effort?”

„Warriors of the Eternal Sun war ein Versuch die J-RPG-Formel innerhalb des D&D-Universum zu reprodzieren. Das Ergebnis war eine bunte Mischung. Das in der Außenwelt wie in einem FF-Spiel aus der Überblicksperspektive betrachtete Spiel, sah ziemlich gut aus und das Kampfsystem war unterhaltsam. Aber das gnadenlosen Speicherpunktsystem war grenzwertig grausam. Es gab zu diesem Zeitpunkt bessere Rollenspiele sowohl auf PC als auch den Konsolen – warum sich also mit einem schlecht kopierten Ansatz abgeben?“